# Hymedesmia dubia
Hymedesmia dubia är en svampdjursart som beskrevs av William Lundbeck 1910. Hymedesmia dubia ingår i släktet Hymedesmia och familjen Hymedesmiidae. Inga underarter finns listade i Catalogue of Life.